# 罗伯托·罗萨托
罗伯托·罗萨托（義大利語：Roberto Rosato，1943年8月18日—2010年6月20日），意大利男子足球运动员，场上位置是后卫。他曾代表意大利国家队参加1966年和1970年国际足联世界杯，其中1970年世界杯获得亚军。